# Revoluções de 1848 nos Estados alemães

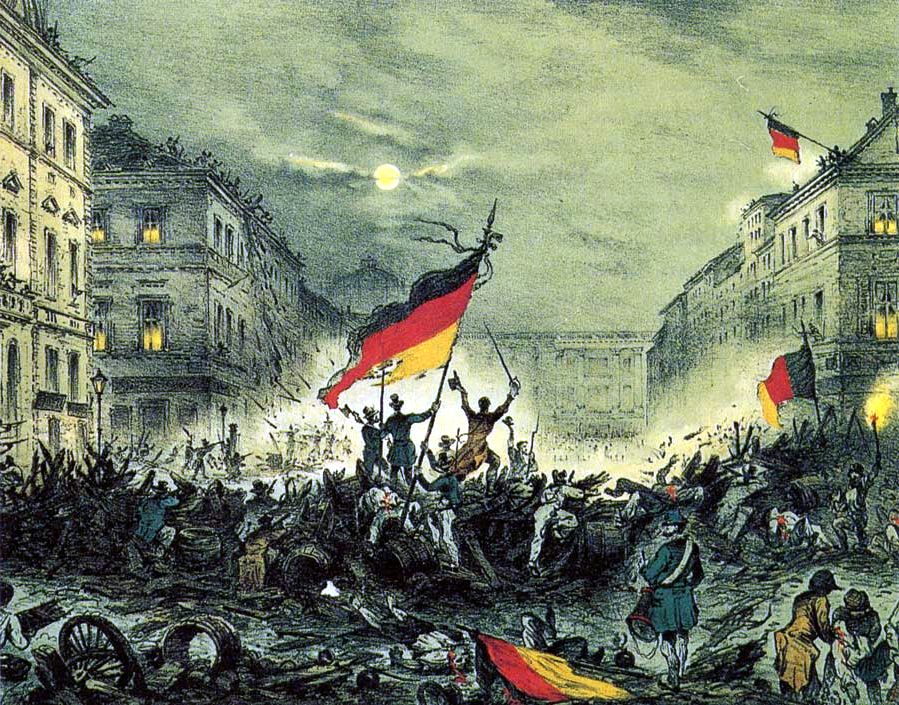
Revolucionários comemorando em Berlim, em 19 de março de 1848

As Revoluções de 1848 nos Estados alemães, também chamada de Revolução de Março — parte das Revoluções de 1848 que eclodiram na Europa — foram uma série de protestos coordenados e rebeliões nos Estados da Confederação Germânica, incluindo o Império Austríaco. As revoluções salientaram o pangermanismo, enfatizaram o descontentamento popular com a tradicional estrutura amplamente autocrática dos 39 Estados independentes da Confederação, que havia herdado o território alemão do Sacro Império Romano-Germânico. Além disso, demonstraram o desejo popular para uma maior liberdade política, junto com políticas liberais, a liberdade de expressão, democracia e nacionalismo. Os elementos da classe média estavam preenchidos com princípios liberais, enquanto a classe trabalhadora buscou melhorias radicais em suas condições de trabalho e de vida. No entanto, a classe média e os componentes da classe trabalhadora foram divididos durante a Revolução, e no final, a aristocracia conservadora havia derrotado ambas as partes, forçando muitos liberais para o exílio.

## Principais causas

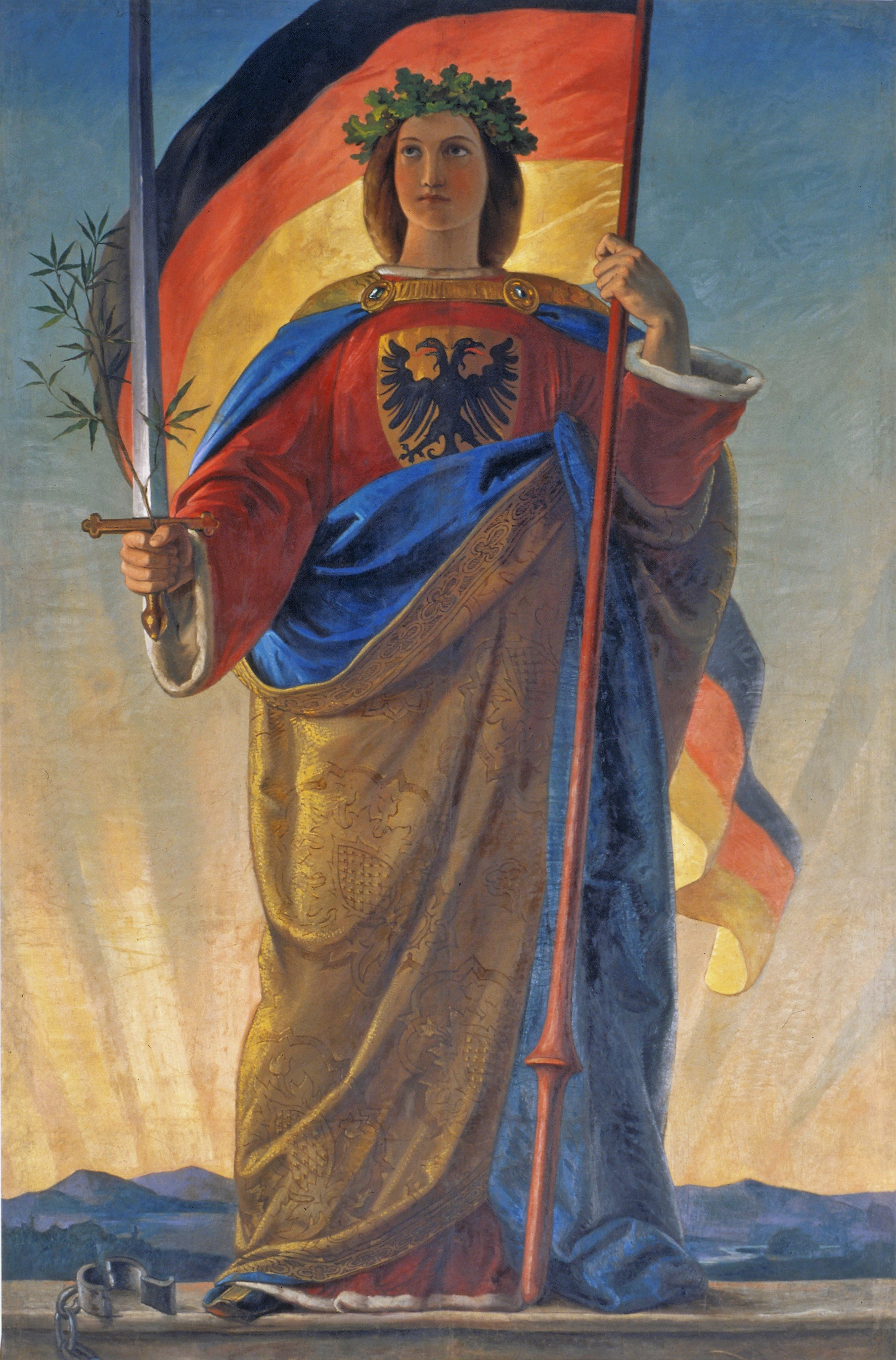
Germania por Philipp Veit

A campanha nas revoluções alemãs de 1848 teve dois objetivos principais, primeiro, um sistema unificado alemão (Estado-nação) e segundo, a introdução de liberdades civis.
As exigências para a reforma política incluindo a liberdade de imprensa, a auto-organização das universidades e um parlamento que represente todos os cidadãos alemães foram apenas representadas pelos monarcas de uma comunidade de Estados soberanos alemães.
O sentimento nacionalista, que foi amplamente difundido entre os estudantes da classe média educada foi estimulado pela Crise do Reno de 1840, quando parecia que a França invadiria a Renânia. O historiador Fichte e o escritor Jahn Arndt, haviam contribuído de diferentes formas para o crescimento de um sentimento nacional difuso dos alemães. Fichte levantou o temperamento nacional com suas palestras sobre um Estado alemão independente, enquanto Arndt tinha declarado o seu ódio eterno dos franceses e Jahn tinha o chamado para a criação de um órgão nacional composto de homens fortes prontos para morrer pela pátria. Todos eles viviam durante a ocupação dos Estados alemães pelo exército napoleônico, e da França que era vista como uma grande rival para os Estados alemães, que em sua composição eram espalhados e tinham sido incapazes de formar uma defesa coordenada contra Napoleão. A crise no Reno provocou uma nova onda de sentimento anti-francês e a composição de músicas patrióticas conhecidas como Rheinlied. Além disso, a declaração da Dinamarca que ocuparia parte de Schleswig-Holstein provocou uma oposição generalizada. A partir de 1840, houve um consenso entre os liberais alemães, que visavam apenas a dupla união e a liberdade de lutar.
As desastrosas condições econômicas também desempenharam um papel. A epidemia de cólera espalhou a morte e o sofrimento para a Silésia. O crescimento da população e os fracassos da safra entre 1846 e 1847 causaram fome e miséria. Muitas pessoas se mudaram para as cidades, a fim de sobreviver, mas os salários eram muito baixos e as condições de vida eram terríveis.
Em 1828, a União Aduaneira Prússia-Hessian havia sido formada, que foi projetada para tornar o comércio de bens prussianos mais eficiente. A Áustria foi o único Estado que não aderiu e foi um poderoso motor para a unificação dos Estados dentro da federação. As normas estabelecidas no Zollverein para os impostos de bens e viagens eram feitas entre os Estados de frouxa legislação. Inicialmente, as área sindicais na Prússia eram poucas e pequenas, mas em 1834 haviam crescido para dentro da região do Zollverein que abrangia grande parte do que viria a ser a Alemanha. Entre outros feitos, estabeleceu os padrões de peso e moeda na Alemanha.
Estes eventos em toda a Europa em 1848 tiveram um impacto também sobre os alemães. Em fevereiro de 1848, o Rei Louis-Phillipe da França abdicou do trono, provocando revoluções em todo o continente europeu, especialmente nos Estados alemães.

## Eventos que levaram às revoluções
O trabalho de base no levante de 1848 na Alemanha foi colocado muito tempo antes. O Festival de Hambach de 1832 por exemplo, reflete uma crescente inquietação em face da tributação pesada e censura política. O Festival de Hambach é particularmente notável pelo fato que resultou na origem da bandeira tricolor: preto, vermelho e ouro (que atualmente forma a bandeira da Alemanha), como um símbolo do movimento republicano e de uma união entre os povos de língua alemã.
A pressão liberal se espalhou através de muitos Estados alemães da Confederação Germânica, cada um dos quais experimentaram as revoluções de sua própria maneira. As manifestações de rua dos trabalhadores e artesãos em Paris na França em 22 de fevereiro de 1848 resultaram na abdicação do Rei Luís Filipe e na sua partida da França para a Inglaterra, foi o estímulo necessário para a revolta na Alemanha. Na França, a Revolução de 1848 ficou conhecida como "Revolução de Fevereiro".
A revolução se espalhou pela Europa e começou na Alemanha com grandes manifestações em 13 de março de 1848 em Viena, Áustria, que resultou na renúncia do Príncipe von Metternich como ministro-chefe do imperador Fernando I da Áustria e sua partida para a Grã-Bretanha. Por causa da data destas demonstrações, as revoluções de 1848 na Alemanha são chamadas geralmente de Revolução de Março (em alemão: Märzrevolution).
Temendo o mesmo destino de Luís Filipe da França, alguns monarcas na Alemanha aceitaram algumas exigências dos revolucionários, pelo menos temporariamente. No sul e oeste, as grandes assembleias populares e manifestações em massa ocorreram. Haviam exigido liberdade de imprensa, liberdade de se reunir, constituições escritas, armamento para o povo e um parlamento para o povo alemão.
Em grande parte dos Estados alemães ocorreram manifestações populares, revoltas e um movimento por um parlamento nacional eleito que projetasse uma nova Constituição em defesa de uma Alemanha unificada.

## As Revoluções

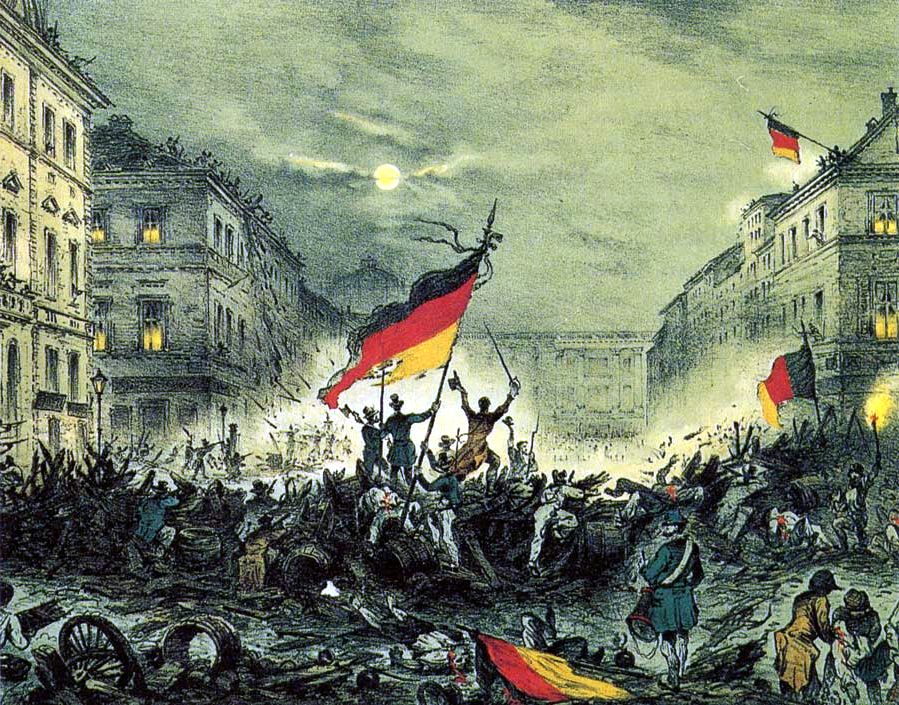
Revolta de 19 de Março de 1848 em Berlim

No mesmo ano, as safras foram ruins, os preços dos alimentos subiram e o ambiente entre os trabalhadores urbanos ficou agitado.
A intelectualidade se uniu aos operários que, em 3 de março de 1848, fizeram uma manifestação nas ruas de Colônia. Duas semanas mais tarde, a insurreição irrompeu em Berlim. No dia 18 de março, a população exigiu de Frederico Guilherme IV o apoio às teses liberais e a convocação de uma assembléia nacional eleita pelo sufrágio universal. Na semana de Março de 1848, as manifestações e os comícios tornaram-se diários, os liberais exigiam uma Constituição, houve um choque entre soldados e manifestantes e logo surgiram barricadas por toda a cidade, lutando unidos contra as tropas reais burgueses, pequeno-burgueses e operários.
As revoltas foram imediatamente sufocadas pelas forças prussianas. O rei Frederico Guilherme IV procurou eximir-se da responsabilidade pelo massacre. Retirou as tropas da cidade e a ordem passou a ser controlada por uma milícia civil. A bandeira vermelha, negra e dourada — símbolo de uma Alemanha unida e liberal — triunfava nas cidades prussianas. O rei identificou-se publicamente com a causa nacional alemã e convocou uma assembléia nacional. Em 1849 foi redigida uma Constituição para a Alemanha. Os conservadores, que queriam uma Alemanha unida, sob o domínio da Prússia, mas não liberal, começaram a articular uma reação.
A burguesia tentou tomar partido da revolução de Março de 1848 para unificar os estados alemães. A revolução expandiu-se por quase todos os Estados alemães. Ao mesmo tempo que o Parlamento se ocupava de infindáveis debates, os poderosos latifundiários e os príncipes debatiam-se com a contra-revolução. No mês de Abril desse ano, Marx e Engels tinham chegado à Alemanha e foram se fixar na zona da Renânia.
Em Junho saía nesse local a "Nova Gazeta Renana", dirigida pelo teórico socialista Karl Marx, e custeada por industriais liberais. Este periódico procurou forjar uma aliança entre socialistas e liberais em prol da democracia.
Em Dresden, um reduto liberal e democrata, rebentou um movimento popular. Em grande parte insuflado por periódicos como a "Gazeta de Dresden", que publicava artigos de Mikhail Bakunin, e "Páginas Populares", para o qual contribuía o compositor Richard Wagner, o movimento carecia de organização. A violenta batalha foi vencida pelas tropas governamentais, que estavam em maior número. Engels deixou Colônia em 10 de Maio de 1849 por Elberfeld, no Reno, cidade onde se ocupara da direção das barricadas. Bakunin foi preso e condenado à morte, mas sua pena foi comutada para prisão perpétua.
Um Parlamento foi reunido em Frankfurt em 18 de maio, abrangendo todas as tendências políticas alemãs. Adotou a supressão dos direitos feudais e aumentou as liberdades políticas. Os representantes dos Estados alemães perderam-se em discussões a respeito da unificação: havia os defensores da República (com partidários do federalismo, unitarismo e da democracia); outros defendiam a solução monárquica, tendo adeptos da participação da Áustria (seria a Grande Alemanha), e outros, com a exclusão da Áustria e predomínio da Prússia (seria a Pequena Alemanha). A solução encontrada, proposta pela burguesia, já em 1849, foi a de uma "monarquia federal" governada pelos Hohenzollern (dinastia prussiana), sendo a Coroa imperial da Alemanha oferecida a Frederico Guilherme IV que, pressionado pela ação dos nobres, recusou-a e não aceitou a Constituição de Frankfurt. Esta atitude foi repetida pelo governo da Áustria e dos outros Estados alemães. Embora o povo e os revolucionários quisessem ver aprovada esta Constituição, acreditando que ela poderia trazer algum progresso em termos de liberdades civis, esta também não lhes satisfez totalmente, visto que deixava o poder nas mãos dos antigos líderes. Começou assim a contra-revolução da nobreza. Em Novembro de 1848, a Assembleia Nacional de Frankfurt foi dissolvida sem oposição pela Prússia, o sufrágio universal suprimido e os privilégios da nobreza restabelecidos. Os junkers, conservadores, membros da nobreza latifundiária, retomaram pouco a pouco o controle da situação. O sonho da unificação havia fracassado. Os radicais continuaram a lutar pela obtenção de justiça social, mas foram esmagados pelo exército prussiano.
Primeiro na Áustria, depois na Prússia, a restauração conservadora acabou por triunfar em toda a Alemanha. O sonho de uma Alemanha unida e democrática estava morto. A burguesia liberal alemã fracassara.
O triunfo da Revolução de 48 e as agitações operárias atemorizavam a burguesia alemã. Ela não aprofundou a revolução nem consolidou seu poder, como fizeram os ingleses (1688) e os franceses (1789). Abandonou seus aliados da véspera, pequeno-burgueses democratas e operários, e recompôs-se com a nobreza restauradora. Nos diversos Estados, as conquistas obtidas (liberdades, diversas Constituições) foram anuladas e o poder dos governantes restaurado em sua plenitude.
Assim ocorreu em Viena, permitindo que os Habsburgo cuidassem das nacionalidades submetidas, como se deu na Hungria, onde Lajos Kossuth proclamara a independência e a República: com o apoio da Rússia, a Áustria derrotou os húngaros e os manteve integrados ao Império Austríaco. Foi então que Frederico Guilherme IV, aproveitando-se da exaltação nacionalista, tentou promover a unificação com o apoio de outros governantes, sem participação da Áustria; contudo, os dirigentes austríacos, tendo sufocado os movimentos na Itália, na Hungria e na própria Áustria, e dispondo ainda do apoio da Rússia, obrigaram o soberano prussiano a encerrar as negociações que vinha promovendo ("Recuo de Olmutz", em 1850).
Assim, também se frustraram as revoluções na Alemanha, não só pela divisão entre os revolucionários, mas principalmente pela debilidade de um capitalismo ainda nascente na Alemanha. Não obstante, o saldo das Revoluções apontou o caminho a seguir: a unificação deveria ser promovida pela Prússia, não mais pela via revolucionária (a emergência de ideologias proletárias levou a burguesia a se desvincular do proletariado), porém, sob a direção dos Hohenzollern.